# Henriette Hendel-Schütz

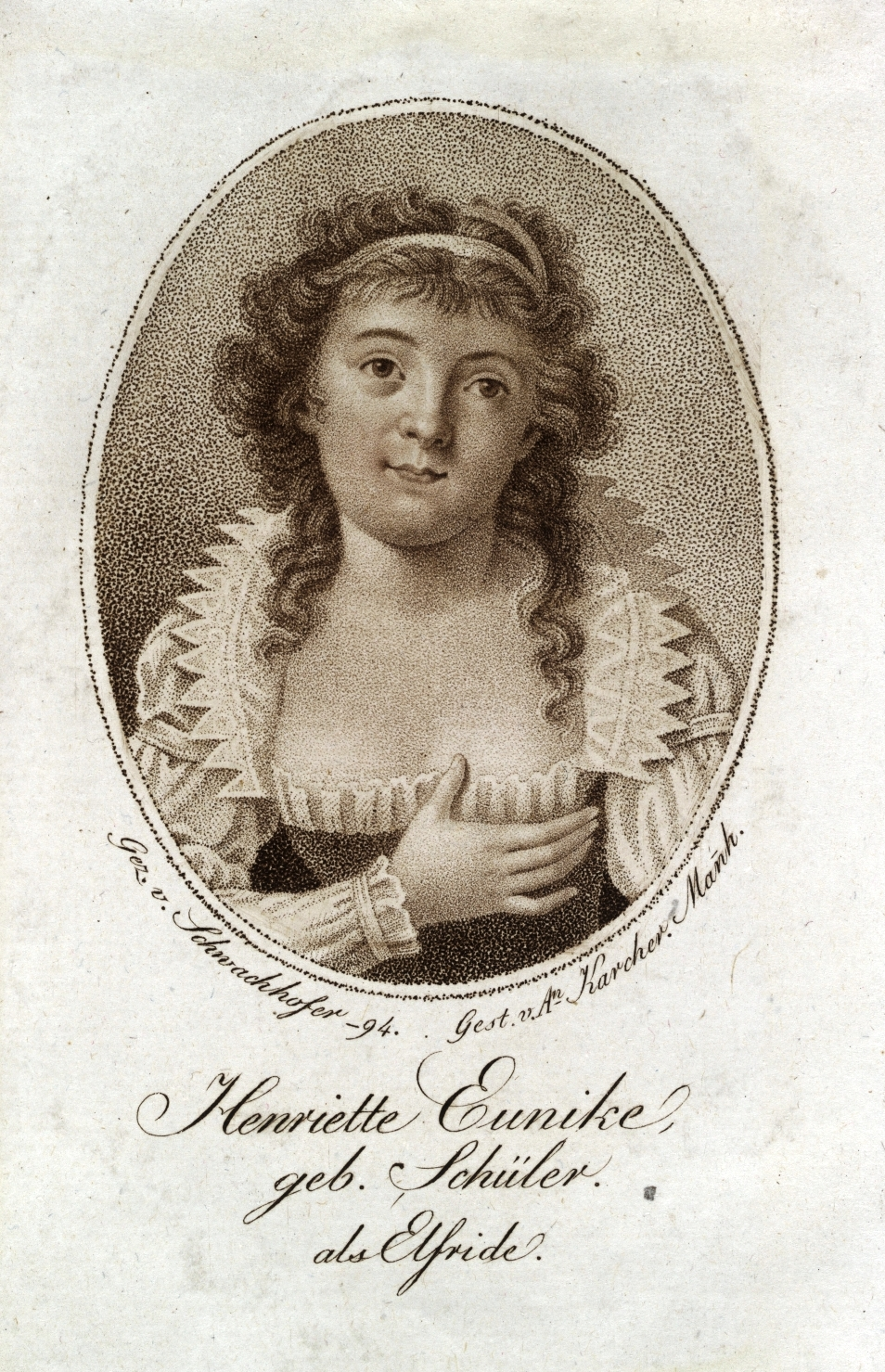
Henriette Eunike als Elfride (1794)

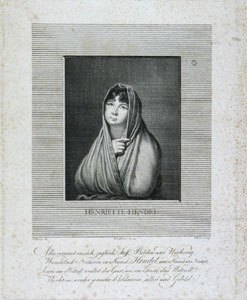
Henriette Rosine Hendel-Schütz (1809)

Henriette Hendel-Schütz (* 13. Februar 1772 in Döbeln, Sachsen; † 4. März 1849 in Köslin, Provinz Pommern) war eine deutsche Schauspielerin und Pantomimin.

## Leben
Johanne Henriette Rosine Hendel-Schütz war eine Tochter des Schauspielers Schüler und wurde auf einer Reise ihrer Eltern auf dem Weg von Gotha nach Breslau in Döbeln geboren. Bereits als Zweijährige debütierte sie am Theater in Breslau und bekam ihre ersten künstlerischen Unterweisungen von ihrem Vater. Zwischen 1775 und 1779 genoss Hendel-Schütz eine fundierte Musikausbildung durch die Musiker Georg Anton Benda und Anton Schweitzer; Tanzunterricht bekam sie von Mereau in Gotha.
Bereits mit neun Jahren wurde Hendel-Schütz 1781 für Kinderrollen im Ballett am Berliner Nationaltheater engagiert. In Berlin besuchte sie auch die Französische Schule. Weiteren Unterricht genoss sie durch den Schriftsteller des Nationaltheaters, Johann Jacob Engel, der sie nach seinem Werk „Ideen zu einer Mimik“ unterrichtete. Als ihr Vertrag in Berlin 1785 endete, holte sie Markgraf Friedrich Heinrich an sein Hoftheater nach Schwedt/Oder. 
Neben verschiedenen Rollen am Theater war sie nun in Schwedt auch als Soubrette zu sehen. Dort lernte sie den Sänger Friedrich Eunicke kennen, den sie 1788 mit 16 Jahren heiratete. Ende desselben Jahres ging sie zusammen mit ihrem Ehemann auf Tournee, welche sie nach Engagements in Bonn und Amsterdam nach Frankfurt am Main führte. Dort machte sie die Bekanntschaft des Malers Johann Georg Pforr und in dessen Atelier sah sie erstmals Friedrich Rehbergs Zeichnungen von Tableaux vivants, dargestellt von Emma Hamilton.
Begeistert von dieser Art der Darstellung, begann Hendel-Schütz, ein Soloprogramm für sich zu konzipieren. Ihren Lebensunterhalt verdiente sie weiter als Schauspielerin. In den Jahren 1796 bis 1806 war sie Mitglied des Berliner Nationaltheaters unter Leitung von August Iffland. Dort avancierte sie in sentimentalen und tragischen Rollen schon bald zum „Star“, dem ganz Berlin zu Füßen lag. Besonders erfolgreich war sie als Johanna in Friedrich Schillers Die Jungfrau von Orleans, die sie von 1803 bis 1806 spielte oder als Donna Isabella in Schillers Drama Die Braut von Messina (Premiere 14. Juni 1803). Vielbeachtet war auch ihre Darstellung der Galathé in dem Melodrama Pygmalion von Georg Anton Benda  (Premiere: 25. November 1797). Wegen ihrer Begeisterung für die Pantomime kam es letztendlich 1797 zur Scheidung von ihrem Ehemann; welcher danach auch das Ensemble verließ.
Noch im selben Jahr heiratete Hendel-Schütz in Berlin den Arzt Johann Carl Heinrich Meyer (1767–1828), mit dem sie zwei Söhne hatte: Heinrich Emil Meyer (* 2. Juli 1799) und Emil Gustav Adolph Meyer (* 2. März 1806). Im Winter 1804/1805 wurde auch diese Ehe geschieden. Im Frühjahr 1805 heiratete sie in dritter Ehe in Halle den Militärarzt Hendel, der aber innerhalb weniger Wochen starb. 
1807 stand Hendel-Schütz am Stadttheater in Halle unter Vertrag und ließ sich während dieser Zeit durch den Archäologen Karl August Böttiger in antiker Mythologie und Geschichte unterrichten. Für ihre pantomimischen Darstellungen kreierte sie nicht nur die Kostüme selber, sondern kümmerte sich auch um Bühnenbilder, Beleuchtung etc. 1810 konnte Hendel-Schütz mit Darstellungen von Frauengestalten der Antike als Pantomimin debütieren und hatte von Anfang an großen Erfolg. Johann Wolfgang von Goethe nannte sie „...unvergleichlich weiblicher Proteus“ und für Friedrich Schiller schien sie die Unsterblichkeit zu verkörpern. Aber auch Adam Oehlenschläger, Heinrich von Kleist und andere äußerten sich begeistert.
In Halle vermählte sie sich 1810 mit Friedrich Karl Julius Schütz, in dessen Begleitung sie zwischen 1810 und 1817 immer wieder auf Tournee ging und Deutschland, Holland, Dänemark, Schweden und Russland bereiste. Dazwischen trat sie aber auch immer wieder im Theater als Schauspielerin auf. Beeindruckend verkörperte sie die Margarethe in Die Hagestolzen von August Iffland oder die Amalia in Friedrich Schillers Drama Die Räuber.
1815 gab Hendel-Schütz eine Privatvorstellung im „Gottessegenhaus“ des Historienmalers Gerhard von Kügelgen in Dresden, wo  sich regelmäßig Künstler trafen. Eigentlich trat sie 1820 von der Bühne zurück, gab aber noch einige Jahre lang einige Vorstellungen. Erst 1836 gab sie in Stargard in Die deutschen Kleinstädter von August von Kotzebue ihren endgültigen Abschied.
Seit 1824 war Hendel-Schütz auch von ihrem vierten Ehemann geschieden und lebte bei einem ihrer Schwiegersöhne in Köslin. Von insgesamt 16 Kindern (von vier Ehemännern) überlebten nur drei ihre Mutter. Diese starb zurückgezogen und fast vergessen im Alter von nahezu 77 Jahren am 4. März 1849 in Köslin.